# Paško Ljubičić
Paško Ljubičić, né le 15 novembre 1965 à Nezirovići, municipalité de Busovača, en Bosnie-Herzégovine, servait dans la police militaire du Conseil de défense croate (HVO).
En janvier 1993, Paško Ljubičić devint commandant du 4e bataillon de police militaire jusqu’au 1er juillet 1993, date à laquelle il fut remplacé par Vladimir Santic.
À cette époque, Paško Ljubičić était déjà le plus haut gradé de toutes les unités de la police militaire du HVO dans la zone opérationnelle de Bosnie-Herzégovine centrale. Commandant du 4e bataillon de police militaire, il était chargé d’appliquer les décisions et les ordres du commandement supérieur.
Paško Ljubičić, agissant seul ou de concert avec des membres du 4e bataillon de police militaire qui se trouvait sous son commandement, et avec d’autres membres du HVO, « aurait planifié, commandité, incité à commettre, commis ou de toute autre manière aidé et encouragé à planifier, préparer ou exécuter des crimes contre l’humanité, en persécutant des Musulmans de Bosnie pour des raisons politiques, raciales ou religieuses, dans les villes et villages des municipalités de Vitez et Busovača ».
Il est à l’origine d'attaques systématiques ou généralisées et de la persécution sous forme d’homicides et d’atteintes graves des populations civiles musulmanes des villes et villages de Bosnie, notamment Ahmići, Šantići, Nadioci et Piricides.
Ces persécutions se traduisaient aussi par la destruction et le pillage sans motif et à grande échelle d’habitations de Musulmans de Bosnie, de leurs commerces, des édifices consacrés à la religion ou à l’enseignement, des biens et du bétail.
Des centaines de civils musulmans de Bosnie auraient été placés dans des centres de détention contrôlés par le HVO. Certains auraient même été déportés dans d’autres régions de Bosnie-Herzégovine. Les détenus auraient été battus, soumis à de graves sévices corporels et psychologiques et astreints à des travaux forcés, notamment au creusement de tranchées sur la ligne de front.
Paško Ljubičić s'est rendu volontairement le 21 novembre 2001. Il a été transféré le jour même au TPIY.
Le Tribunal pénal international pour l’ex-Yougoslavie, réuni en formation de renvoi, a décidé le 12 avril 2006, de renvoyer au système judiciaire de Bosnie-Herzégovine le procès de Paško Ljubičić .